# Акташский Провал
Акташский Провал — карстовое озеро в России, в Альметьевском районе Татарстана.
Постановлением Совета Министров Татарской АССР от 10 января 1978 г. № 25 и постановлением Кабинета Министров Республики Татарстан от 29 декабря 2005 г. № 644 признана памятником природы регионального значения.

## География
Акташский Провал это бессточный водоём карстового происхождения. Расположен возле села Калейкино Альметьевского района Татарстана. Имеет округлую форму диаметром 28 м. Площадь зеркала 0,03 гектара. Максимальная глубина — 25 м. Водоём расположен на дне воронки, глубина которой 20 м.
Провал образовался при земляных работах в 1939 году, в ходе которых погиб рабочий экскаваторщик провалившись под землю. Имел размеры 3×2 м, глубина провала составляла по различным данным от 50 до 80 м. К 1951 году по данным Г. Н. Петрова диаметр воронки составлял около 50 м, глубина 25 м. На дне провала образовалось карстовое озеро диаметром около 10 м. По данным 1966 года глубина провала сократилось до 20 м, глубина озера около 28 м, площадь зеркала 0,1 га.

## Гидрология
Объём озера 3 тысячи м³. Питание подземное, устойчивое. Вода без цвета и запаха, повышенной минерализации, прозрачная. Химический тип воды гидрокарбонатно-кальциевый.